# Mirabel (Spanyolország)
Mirabel település Spanyolországban, Cáceres tartományban. Mirabel Cañaveral, Malpartida de Plasencia, Serradilla és Casas de Millán községekkel határos. Lakosainak száma 632 fő (2024).

## Népesség
A település népessége az elmúlt években az alábbi módon változott:
| Lakosok száma | 797  | 751  | 751  | 730  | 718  | 692  | 681  | 660  | 669  | 632  |
|               | 2001 | 2004 | 2006 | 2009 | 2011 | 2014 | 2016 | 2019 | 2021 | 2024 |